# ASD Calcio Pomigliano (női csapat)
Az ASD Calcio Pomigliano együttesét 2019-ben hozták létre. Az olasz Serie A résztvevője.

## Klubtörténet
2019-ben a Calcio Pomigliano századik évfordulójára hozták létre a női szakosztályt és a Serie C-ben szereplő Vapa Virtus Napoli csapatát felvásárolva indulhattak első szezonjukban a harmadosztályban.
A Covid19-pandémia által megszakított idényben a bajnokság élén végeztek csoportjukban, így a következő évben már a Serie B résztvevői között bizonyíthattak, méghozzá parádés szerepléssel. A liga második helyén végeztek és alakulásuk után két évvel már a Serie A tagjaivá váltak.

## Játékoskeret
2023. január 12-től
| #  |     | Poszt | Név                                     |
| -- | --- | ----- | --------------------------------------- |
| 1  | SRB | K     | Sara Cetinja                            |
| 29 | ITA | K     | Fabiana Fierro                          |
| 74 | ITA | K     | Emanuela Barretta                       |
| 2  | ITA | V     | Gaia Apicella                           |
| 3  | ITA | V     | Martina Fusini                          |
| 4  | POL | V     | Katarzyna Konat                         |
| 5  | ITA | V     | Angela Passeri                          |
| 16 | ITA | V     | Federica Rizza                          |
| 18 | ITA | V     | Marta Rocco                             |
| 26 | SVN | V     | Lana Golob                              |
| 33 | ITA | V     | Debora Novellino                        |
| 55 | ITA | V     | Sara Caiazzo (kölcsönben a Juventustól) |
| 6  | FRA | KP    | Iris Rabot                              |

| #  |     | Poszt | Név                                                |
| -- | --- | ----- | -------------------------------------------------- |
| 8  | ITA | KP    | Valentina Gallazzi                                 |
| 10 | BRA | KP    | Taty                                               |
| 21 | ITA | KP    | Virginia Di Giammarino                             |
| 28 | ITA | KP    | Zhanna Ferrario                                    |
| 30 | ITA | KP    | Veronica Battelani                                 |
| 44 | ITA | CS    | Giorgia Miotto                                     |
| 7  | FRA | CS    | Alice Corelli                                      |
| 9  | BRA | CS    | Verena Amorim                                      |
| 11 | ITA | CS    | Chiara Manca                                       |
| 19 | ITA | CS    | Hawa Sangaré (kölcsönben a Paris Saint-Germaintől) |
| 20 | GUA | CS    | Ana Lucía Martínez                                 |
| 22 | ITA | CS    | Asia Bragonzi (kölcsönben a Juventustól)           |
|    | ITA | CS    | Patrizia Piscopo                                   |

## Korábbi híres játékosok
| - Livia Capparelli - Marika Catgiu - Tori DellaPeruta - Giulia Ferrandi - Desireè Ianotta - Flavia Iorio - Serena Landa - Ilaria Lombardi - Noemi Manno - Azzura Massa - Giovanna Miroballo - Giuseppina Moraca | - Vanessa Panzeri - Valentina Puglisi - Penelope Riboldi - Federica Russo - Deborah Salvatori Rinaldi - Emanuela Schioppo - Giorgia Tudisco - Marta Varriale - Rossella Vitale - Anna Rosa Buhigas - Danielle Cox - Tyler Dodds | - Dalila Ippólito - Aivi Luik - Ella Mastrantonio - Cathrine Buccat Graversen - Kára Djurhuus - Kalliopi Konstantopoulou - Augustine Ejangue - Angelina Jegorova - Liucija Vaitukaitytė - Catarina Realista - Marija Banušić - Kristina Erman |